# راتنج فينول فورمالدهيد
راتنج فينول فورمالدهيد (بالإنجليزية: Phenol formaldehyde resin)‏ هو مركب كيميائي، يعتبر من أقدم الراتنجات المستخدمة تاريخياً. يتم تحضير هذا الراتنج من تفاعل الفينول مع الفورمالدهيد ليعطي مركبات تكثيفية. العامل المحفز المستخدم أما حامض أو قاعدة وطبيعة الراتنج الناتج تعتمد على نوع المحفز المستخدم وعلى النسب الجزيئية بين المواد المتفاعلة (الفينول والفورمالدهيد). يستخدم راتنج الفينول فورمالدهيد في الكثير من العمليات الصناعية ومنها إنتاج الأوعية التي تمتاز بمقاومة حرارية وعزل كهربائي وكذلك يستخدم في تطبيقات الفضاء كونه يتحول في درجات الحرارة العالية إلى الكاربون ليكون طبقة متفحمة عازلة وحامية لمقدمة المكوك الفضائي وغيرها من التطبيقات الأُخرى.

## وصلات خارجية
- https://www.lap-publishing.com/.../properties-of-composite-materials-dat
- www.efunda.com
- www.composite-resources.com › Designer’s Corner